# Pojkbok

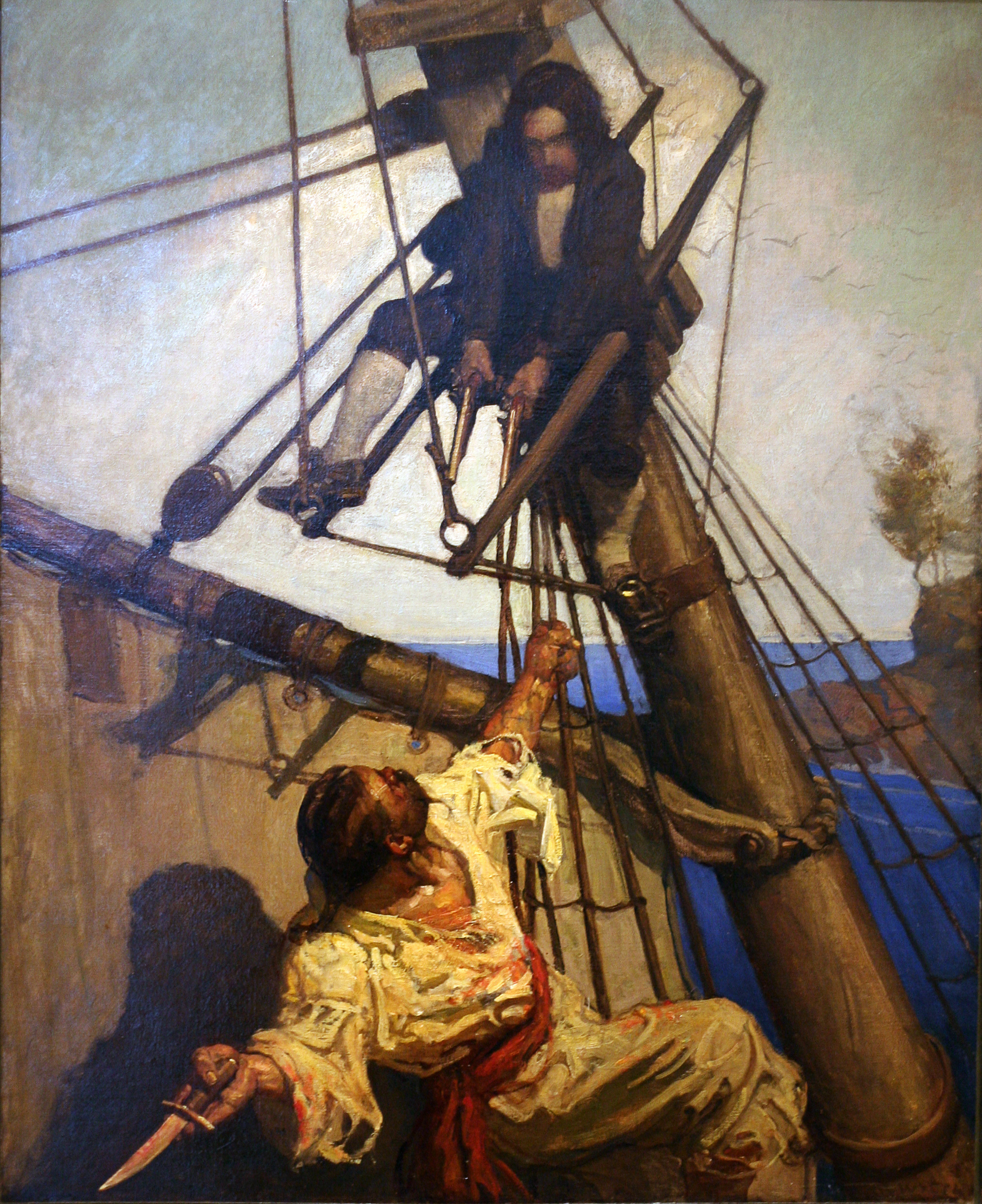
Skattkammarön har ofta räknats till pojkböckerna.

Pojkbok kallas en bok som främst handlar om pojkar och förutsätts läsas främst av pojkar. Den har, i likhet med flickboken, sin bakgrund i 1800-talets mitt.
Tidigare skilde man tydligt på flickböcker och pojkböcker, men numera talar man hellre enbart om ungdomsböcker. 
Ofta handlar de om äventyr och sport och, mer sällan om relationer och kärlek som i flickböckerna. B. Wahlströms förlags grönryggade ungdomsböcker var avsedda för pojkar (och de rödryggade för flickor). I pojkböcker är de flesta huvudpersonerna pojkar eller män, medan flickor och kvinnor spelar en underordnad roll. 

## Exempel på klassiska pojkböcker
- Horatio Alger skrev ett stort antal pojkböcker som var inflytelserika på sin tid.
- Richmal Cromptons Bill-böcker
- Robert Louis Stevenson: Skattkammarön - 1883
- Mark Twain: Tom Sawyers äventyr
- W.E. Johns: Bigglesböckerna